# Lissarca harrisonae
Lissarca harrisonae är en musselart som beskrevs av Powell 1927. Lissarca harrisonae ingår i släktet Lissarca och familjen Philobryidae. Inga underarter finns listade i Catalogue of Life.